# Mathurin Guinoiseau
Mathurin Guinoiseau dit Joli-Cœur, né le 8 janvier 1775 à Laigné, mort le 6 août 1815 à Contigné, fut un chef chouan, lors de la Révolution Française.

## Biographie

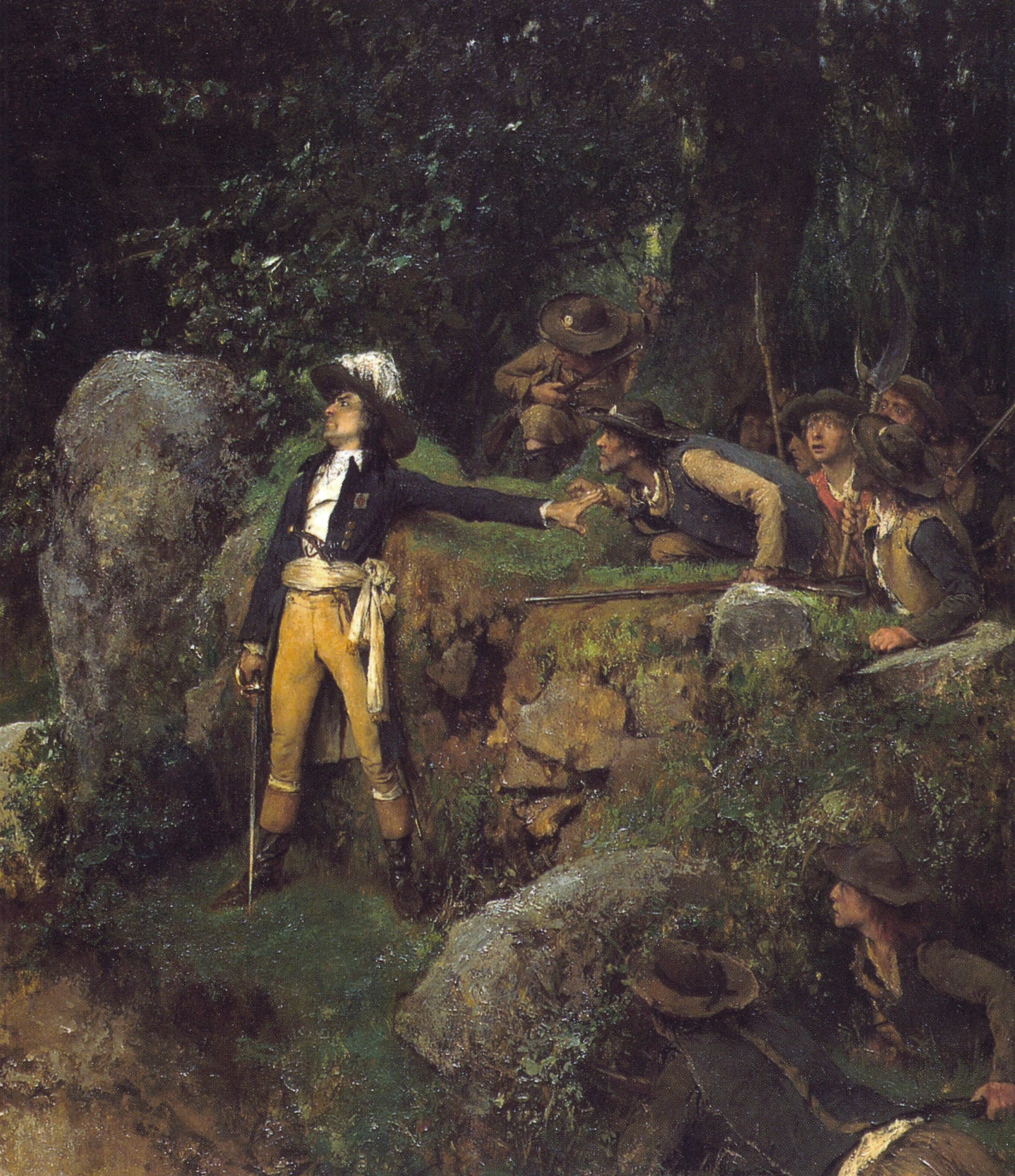
Embuscade de Chouans à la bataille de La Gravelle (1793)

Fils de Michel Guinoiseau et de Anne Gevelot.
D'après Duchemin des Cépeaux, Guinoiseau fut charron à Contigné, il se marie le 5 prairial an VII (1797) à Contigné avec Charlotte Jouanneau.
En 1793, il est capitaine de l'armée vendéenne, après la défaite de la bataille du Mans, il se retire dans la forêt de Charnie, aux confins des départements de la Mayenne et de la Sarthe, cette forêt était un refuge pour les chouans de la région,.
Pendant cette période il devient « l'ami et le confident le plus devoué » d'un autre chef chouan angevin ; Jacques Bruneau de La Mérousière dit Monsieur Jacques.
De retour en Anjou pour recruter des paysans et soulever le pays entre la Sarthe et le Loir, ils attaquent le village de Daumeray  le 11 décembre 1794 qui était aux mains des républicains, Joli-Cœur est blessé à la tête en essayant d'incendier le clocher et « rapporta sur ses épaules son chef blessé comme lui »,.
En janvier 1796, il prend part aux combats près de la commune d'Auvers dans la Sarthe avec les chefs chouans Gaullier et Taillefer où « il fend la tête d'un officier républicain d'un coup de sabre... ». Guinoiseau était passé sous les ordres de Gaullier après la mort de Monsieur Jacques.
À la pacification en 1800, il se retira au Vigneau (le fief et maison de maître du Vigneau) à Contigné. Il fut parmi les témoins survivants qu'a interrogés Duchemin des Cépeaux pour son livre Souvenirs de la Chouannerie.
En 1815, il est déclaré sieur du Vigneau et marchand-fermier.

## Sources
- Abbé Paulouin, La chouannerie du Maine et des pays adjacents, Le Mans, 1875, Tome 3, page 17.
- Gabriel du Pontavice (1919-2005), Chouans et Patauds en Mayenne 1792-1800, page 82 et 83, association du souvenir de la chouannerie mayennaise, 1987.
- Archives départementales de la Mayenne, Laigné, naissances, 1775.
- Archives départementales du Maine-et-Loire, Contigné, décès, 1815, et dossiers vendéens.

## Article Connexe
- Joseph-Hippolyte Doublard du Vigneau

## Note
D'après l'historien Gabriel du Pontavice, on ne doit pas confondre Guinoiseau dit Joli-Cœur avec « Guinoiseau dit Le blond » de la troupe de Jambe-d'Argent.